# Aurore Lalucq
Aurore Lalucq (ur. 17 kwietnia 1979 w Longjumeau) – francuska polityk, ekonomistka i ekolog, posłanka do Parlamentu Europejskiego IX i X kadencji.

## Życiorys
Z wykształcenia ekonomistka. Kształciła się na Université Paris-Dauphine i na Université Panthéon-Sorbonne. Pracowała w różnych instytucjach badawczych, takich jak LARES (na Université Rennes-II), Ritimo i Institut de recherche et débat sur la gouvernance. Została też jednym z dyrektorów think tanku Institut Veblen. W pracy badawczej zajęła się m.in. problematyką transformacji ekologicznej i jej skutkami ekonomicznymi. Współautorka publikacji: Transition écologique, mode d’emploi (2014), Produire plus, polluer moins: l’impossible découplage (2014), Les banquiers contre les banques (2015) i Faut-il donner un prix à la nature? (2015), wyróżnionej nagrodą fundacji Fondation de l'Écologie Politique.
Była współpracowniczką Benoît Hamona i rzeczniczką jego ugrupowania Génération.s. W 2019 przeszła do ruchu Place publique Raphaëla Glucksmanna. W wyborach w tym samym roku z listy współtworzonej m.in. przez tę partię i socjalistów uzyskała mandat eurodeputowanej IX kadencji. Z powodzeniem ubiegała się o reelekcję w 2024.